# Карильське
Кари́льське — село в Україні, у Коропській селищній громаді Новгород-Сіверського району Чернігівської області. Населення становить 981 осіб. До 2016 адміністративний центр Карильської сільської ради. До 2016 орган місцевого самоврядування — Коропська селищна рада.
Село особливо постраждало внаслідок геноциду українського народу, проведеного урядом СССР 1932—1933 та 1946—1947.

## Символіка
На гербі зображена рука, яка виходить з хмари і тримає шаблю. Це зображає кару божу і веде до назви населеного пункту (герб є промовистим). Церковна тема на гербі також є посиланням на найвідомішого представника села - святого Лаврентія Чернігівського. Шабля ж символізує козацьку доблесть, адже Карильське було козацьким селом.

## Географія
Село Карильське лежить на розвилці дороги з с. Краснопілля на селище міського шляху Короп та с. Рождественське в східній частині Ніжинського району.
Сільська рада міститься в центрі села. До центру громади Коропа від села 9 км, до обласного центру Чернігова 135 км. Найближчим містом є Кролевець, що знаходиться на віддалі 25 км. До міста Конотопа 55 км.
До найближчої залізничної станції Короп – Алтинівка (Пн – зах. залізниця) – 4 км, до Мальцевої пристані на р. Десна – 15 км. Найближча автобусна станція знаходиться в смт. Короп на віддалі 9 км.
Природними багатствами села Карильського є ґрунтово-кліматичні умови, сприятливі для вирощування зернових (жита, кукурудзи, гречки, проса, гороху, ячменю) та технічних (льону, конопель) культур, а також картоплі, овочів (капусти, помідорів, огірків) і розведення садівництва.
Болото «Вольниця» багате покладами торфу, де його видобуває торфопідприємство «Вольниця». Околиці села багаті глиною і піском, які використовуються як будівельний матеріал.
Село лежить в зоні (лісостепу) після зони мішаних лісів. Ґрунти дерново-підзолисті та сірі лісові. При їх систематичному удобрюванні здатні давати високі врожаї. Дикоростуча трав’яниста рослинність є бур’янами с/г культури. Серед них: суріпиця, осот, хвощ, щириця, плоскуха та ін.
На дерново-підзолистих ґрунтах ростуть ліси з дуба, берези, осики, в підліску є ліщина, горобина. На підвищених піщанистих ґрунтах росте сосна. Знижені ділянки з торфоболотними ґрунтами покриті різними видами осоки з заростями верболозу та вільхи.

## Назва
Існує дві легенди про топонім: 1- від слова «кара», відправляли козаків спокутувати провину в непрохідні місця на береги річки Вольниці; 2- козак Кирик з сім’єю поселився тут, названо було село Кирикським, а в процесі утворилася сучасна назва.

## Історія
Карильське заснувалось не пізніше початку 17 ст. В описі Старої Малоросі Лазаревського (т 2, Нижинский полк, 1897 г.с. 315) ми читаємо: ”поселен во всяким случає не поже нач.17 веня”: Першими поселенцями були козаки, які селились на вільних землях.
Перші поселенці села свої житла розміщували вздовж «Ржавці» (залишку заболоченої річки), яка знаходиться на південь від села. Сучасна назва заболоченої місцевості «Вольниця». Можливо й річка, яка стала болотом, мала назву «Вольниця». Проте в жодному з надрукованих джерел старовинних описів даної місцевості назва ріки «Вольниця» не зустрічається.
За даних місцевих жителів і за описом старих книжок в селі Карильському наприкінці 16 - на початку 17 ст. жили козаки.
Жителі села належали гетьману Многогрішному, а пізніше поміщику Бутовичу. Кількість землі, що належала поміщику встановити не вдалося.
Основне зайняття населення в минулому було мисливство та рибальство, бо місцевість була зайнята болотами і лісами.
З 1917 року — у складі УНР. З 1921 року — стабільний комуністичний режим. З 1929 року влада переслідувала незалежних господарників Карильського, частину депортувала. А 1932 року вдалася до масових убивств голодом. За свідченням Ганни Мельник, у селі постійно працювали так звані буксири, що забирали усе їстівне та спеціальні поховальні бригади, які мали харчову винагороду за збирання трупів. Частина мешканців Карильського порятувалося втечею до суміжних областей РСФСР.
До початку 1960-х років мешканці села не мали право на загальнодержавний паспорт і насильно утримувалися в селі. Перші колгоспні пенсії уряд СРСР почав виплачувати лише з 1964 року.

### Село Карильське на сучасному етапі
- В 60-х рр. в селі побудовано Будинок культури, лікарня.
- В 1987р побудоване нове приміщення школи.
- В 1990р перебудовано церкву Преображення.
- 1991 року у селі поновлено українську владу.
- В 1996 р. розпочалося розпаювання земель колгоспу “Червоний маяк”, яке закінчилося в 2000 р. і утворенням КСП “Карильське”, пізніше ПОСП “Карильське”.
- З 2000 р. розпочалася газифікація села.
- 12 червня 2020 року, відповідно до розпорядження Кабінету Міністрів України № 730-р «Про визначення адміністративних центрів та затвердження територій територіальних громад Чернігівської області», увійшло до складу Коропської селищної громади[2].
- 19 липня 2020 року, в результаті адміністративно-територіальної реформи та ліквідації Коропського району, увійшло до складу Новгород-Сіверського району Чернігівської області.[3]

## Населення

### Мова
Розподіл населення за рідною мовою за даними перепису 2001 року:
| Мова       | Кількість | Відсоток |
| ---------- | --------- | -------- |
| українська | 959       | 97.76%   |
| російська  | 21        | 2.14%    |
| румунська  | 1         | 0.10%    |
| Усього     | 981       | 100%     |

## Археологія
На території села знаходяться наступні пам'ятки археології:
- Поселення доби бронзи, XVIII століття Карильське 1 – в південно-західній частині села.
- Поселення доби бронзи, І тисячоліття нашої ери, XVII – XVIII століть Карильське 2 – на східній околиці села.
- Поселення неоліту, І тисячоліття нашої ери, XVII – XVIII століть Карильське 3 – в південно-східній частині села.
- Поселення доби бронзи, XVII – XVIII століть Карильське 4 – за 200 метрів на схід від села.
- Поселення доби бронзи, І тисячоліття нашої ери Чепелушин сад 1 – за 100 – 200 метрів на схід від південної околиці села.
- Поселення доби бронзи, ранньозалізної доби, XVII – XVIII століть Грудок – за 200 метрів на південь від південно-східної околиці села.
- Поселення доби бронзи, ранньозалізної доби, І тисячоліття нашої ери Ковбасівщина 1 – за 400 метрів на північний схід від села.
- Поселення доби бронзи, ранньозалізної доби Ковбасівщина 2 – за 200 метрів на схід від південно-східної околиці села.[5]

## Об'єкти соціальної сфери
- Карильська ЗОШ 1-3 ступенів
- Карильський Будинок культури
- Карильська сільська лікарська амбулаторія загальної практики сімейної медицини
- Дитсадочок "Капітошка"

## Культура
- Хор «Берегиня»

## Пам'ятки
- Церква «Преображенія», яка була збудована в 1676 році. В церкві зберігається частина мощі Святого Лаврентія, який народився в селі.
- Урочище «Чаща» — ландшафтний заказник місцевого значення.

## Цікаві факти
На Івана-Купайла карильчани мають традицію ліпити різноманітні шедеври із піску, називаючи їх "купайлом". Ця традиція існує серед місцевих жителів вже багато років. Кожного року переважна кількість людей створює "купайло" відносно східного календаря або міфологічних істот українського фольклору.

## Відомі люди
Село відоме також тим, що в 1868 році в ньому народився майбутній православний священник святий Лаврентій Чернігівський.
Також у місцевій школі є куточок присвячений місцевому поету-шістдесятнику Миколі Холодному, чиє ім’я внесено до Британської енциклопедії. Збірки його творів виходили у Франції, Великій Британії, Канаді.